# British Open 2021

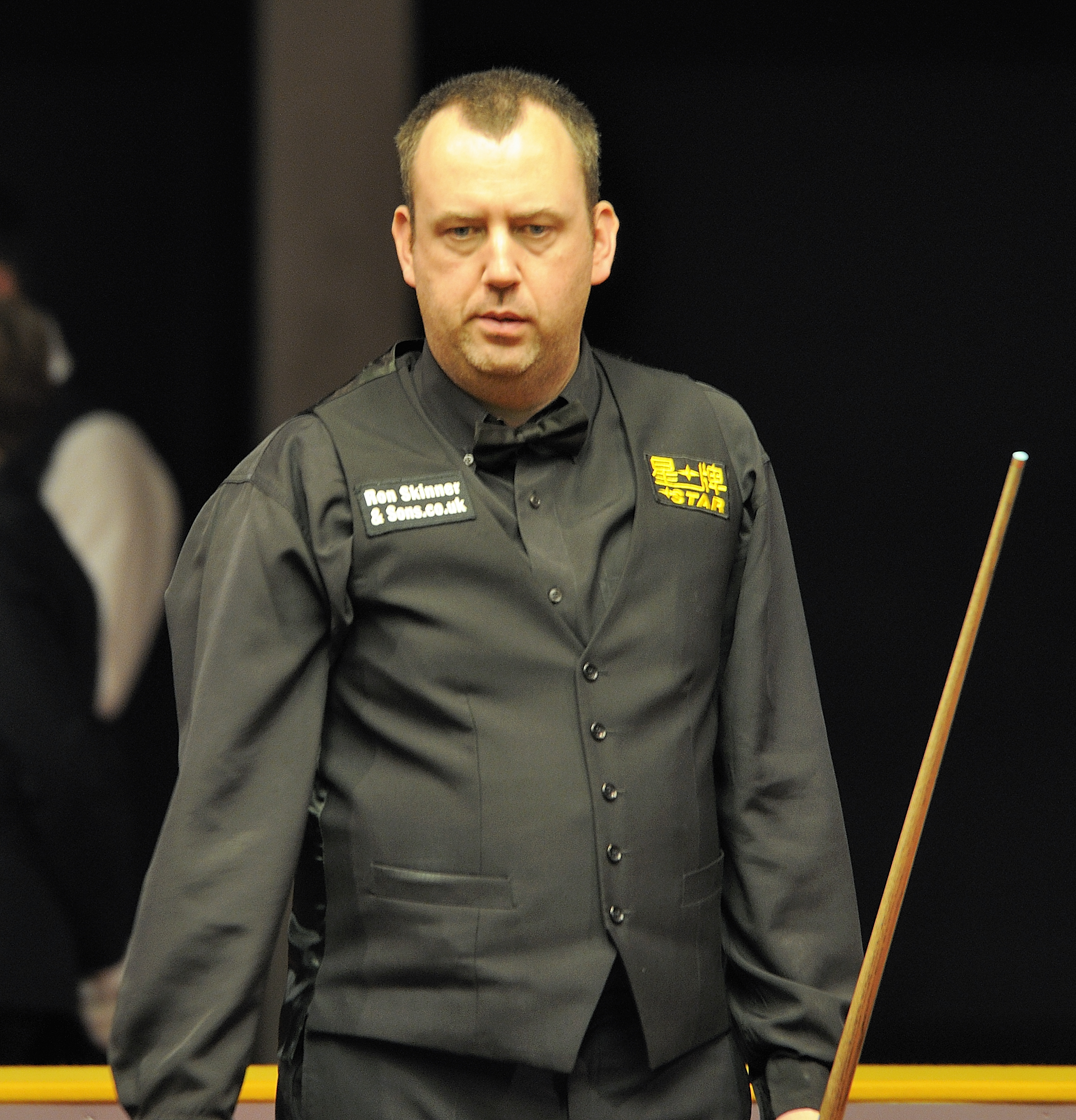
Williams, zwycięzca turnieju

British Open 2021 – drugi rankingowy turniej snookerowy w sezonie 2021/2022. Rozgrywany został w dniach 16-22 sierpnia 2021 roku w Leicester Arena w Leicester.

## Nagrody
|                    | Nagroda   |
| ------------------ | --------- |
| Zwycięzca          | 100 000 £ |
| Finalista          | 45 000 £  |
| Półfinalista       | 20 000 £  |
| Ćwierćfinalista    | 12 000 £  |
| 4. runda           | 7 000 £   |
| 3. runda           | 5 000 £   |
| 2. runda           | 3 000 £   |
| Najwyższy break    | 5 000 £   |
| Łączna pula nagród | 470 000 £ |

## Wyniki turnieju

### Runda 1
Do 3 frame’ów

- Julian Bojko 2-3  Anthony Hamilton
- Robbie Williams 3-1  Akani Songsermsawad
- Anthony McGill 1-3  Zhao Jianbo(inne języki)
- Ashley Hugill 3-2  Kyren Wilson
- David Grace 3-2  Mark Lloyd(inne języki)
- Ian Burns 3-1  Michael White
- Lu Ning 3-1  Igor Figueiredo
- Matthew Selt 3-2  Thepchaiya Un-Nooh
- Lee Walker 3-1  Sanderson Lam
- Barry Hawkins 2-3  Luca Brecel
- Elliot Slessor 3-1  Peter Devlin(inne języki)
- Stuart Carrington(inne języki) 0-3  Liam Highfield
- Steven Hallworth 2-3  Joe O’Connor
- Dominic Dale 3-0  Xiao Guodong
- Li Hang 3-0  Sam Craigie
- Lukas Kleckers(inne języki) 3-2  Yan Bingtao
- Zak Surety 0-3  Ken Doherty
- Zhou Yuelong 3-2  Tom Ford
- James Cahill 2-3  Ricky Walden
- Xu Si 3-2  Fan Zhengyi
- Gerard Greene 2-3  Martin O’Donnell
- Zhang Anda 1-3  John Astley(inne języki)
- Liang Wenbo 3-1  Simon Lichtenberg(inne języki)
- Wu Yize 3-0  Fraser Patrick(inne języki)
- Fergal O’Brien 0-3  Gary Wilson
- Andy Hicks 3-1  Chang Bingyu
- Michael Holt 2-3  Mark Davis
- Jimmy Robertson 3-0  Mark Joyce
- Dean Young 0-3  Scott Donaldson
- Jamie Jones 1-3  Hossein Vafaei
- Duane Jones 3-1  Nigel Bond
- Zhao Xintong 2-3  Cao Yupeng
- Mark Williams 3-0  Tian Pengfei
- Jamie Wilson(inne języki) 1-3  Mark King
- Joe Perry 2-3  Ben Hancorn(inne języki)
- Alexander Ursenbacher 1-3  John Higgins
- Jamie Clarke 0-3  Pang Junxu
- Michael Georgiou 3-0  Soheil Vahedi(inne języki)
- Yuan Sijun 2-3  Louis Heathcote
- Zhang Jiankang(inne języki) 3-1  Peter Lines
- Mitchell Mann 2-3  Judd Trump
- Michael Judge 1-3  Andrew Pagett
- Ross Muir 3-2  Ryan Day
- Ben Woollaston 2-3  Hammad Miah(inne języki)
- Mark Selby 3-2  Shaun Murphy
- Stuart Bingham 3-1  Robert Milkins
- Mark Allen 3-2  Reanne Evans
- Sean Maddocks(inne języki) 0-3  Noppon Saengkham
- Ashley Carty 0-3  Bai Langning(inne języki)
- Andrew Higginson 2-3  Jordan Brown
- Rory McLeod w/o-w/d  Kurt Maflin
- Alfred Burden 1-3  Allan Taylor
- Aaron Hill 0-3  Jimmy White
- David Gilbert 3-0  Matthew Stevens
- Si Jiahui 0-3  Oliver Lines
- Stephen Maguire 3-0  Jackson Page
- Graeme Dott 1-3  Martin Gould
- Dylan Emery 3-2  Gao Yang
- Chen Zifan(inne języki) 3-0  Farakh Ajaib
- David Lilley 3-1  Craig Steadman
- Chris Wakelin 2-3  Stephen Hendry
- Allister Carter 3-2  Lei Peifan
- Jack Lisowski 2-3  Barry Pinches
- Jak Jones 3-2  Lü Haotian

### Runda 2
Do 3 frame’ów

- Ricky Walden 3-1  Robbie Williams
- Xu Si 3-0  Barry Pinches
- Joe O’Connor 3-1  Ken Doherty
- Hossein Vafaei 3-2  Mark Allen
- Ian Burns 0-3  Duane Jones
- Stuart Bingham 1-3  Judd Trump
- Noppon Saengkham 2-3  Jimmy Robertson
- Mark Selby 0-3  Allister Carter
- Pang Junxu 3-1  Bai Langning(inne języki)
- Martin Gould 1-3  Lu Ning
- Cao Yupeng 2-3  John Higgins
- Lukas Kleckers(inne języki) 3-2  Louis Heathcote
- Rory McLeod 0-3  Ross Muir
- Martin O’Donnell 2-3  Stephen Maguire
- Li Hang 0-3  Zhang Jiankang(inne języki)
- Mark Williams 3-2  Dominic Dale
- David Gilbert 3-1  John Astley(inne języki)
- Gary Wilson 3-0  Stephen Hendry
- Lee Walker 3-2  Mark King
- Allan Taylor 3-0  Jimmy White
- Matthew Selt 3-0  Michael Georgiou
- Liam Highfield 3-2  Chen Zifan(inne języki)
- Mark Davis 1-3  Jak Jones
- Dylan Emery 2-3  Andrew Pagett
- Ben Hancorn(inne języki) 3-2  Scott Donaldson
- Liang Wenbo 1-3  Hammad Miah(inne języki)
- Oliver Lines 3-0  David Grace
- Ashley Hugill 2-3  Anthony Hamilton
- Zhou Yuelong 3-0  Andy Hicks
- Elliot Slessor 3-1  Wu Yize
- David Lilley 0-3  Jordan Brown
- Luca Brecel 3-1  Zhao Jianbo(inne języki)

### Runda 3
Do 3 frame’ów

- Liam Highfield 0-3  Mark Williams
- Judd Trump 2-3  Elliot Slessor
- Allan Taylor 1-3  Ross Muir
- Joe O’Connor 3-2  Anthony Hamilton
- Allister Carter 3-1  Oliver Lines
- Jak Jones 2-3  Hossein Vafaei
- Xu Si 0-3  Gary Wilson
- Zhang Jiankang(inne języki) 3-1  Pang Junxu
- Ben Hancorn(inne języki) 1-3  Lu Ning
- Duane Jones 2-3  Jimmy Robertson
- Matthew Selt 1-3  Zhou Yuelong
- Lukas Kleckers(inne języki) 3-0  Lee Walker
- Ricky Walden 3-1  John Higgins
- Hammad Miah(inne języki) 3-1  Luca Brecel
- Stephen Maguire 3-0  Jordan Brown
- Andrew Pagett 0-3  David Gilbert

### Runda 4
Do 3 frame’ów

- Jimmy Robertson 3-0  Stephen Maguire
- David Gilbert 3-0  Hammad Miah(inne języki)
- Allister Carter 1-3  Elliot Slessor
- Ricky Walden 3-1  Ross Muir
- Lu Ning 3-0  Lukas Kleckers(inne języki)
- Zhang Jiankang(inne języki) 2-3  Mark Williams
- Joe O’Connor 2-3  Zhou Yuelong
- Hossein Vafaei 2-3  Gary Wilson

### Ćwierćfinały
Do 4 frame’ów

- Lu Ning 2-4  Jimmy Robertson
- Zhou Yuelong 3-4  Elliot Slessor
- Mark Williams 4-3  Ricky Walden
- David Gilbert 3-4  Gary Wilson

### Półfinały
Do 4 frame’ów
- Gary Wilson 4-3  Elliot Slessor
- Jimmy Robertson 1-4  Mark Williams

### Finał
Do 6 frame’ów
- Gary Wilson 4-6  Mark Williams

## Finał
| Finał: Do 6 wygranych frame'ów · Leicester Arena, Leicester, Anglia, 22 sierpnia 2021 · Sędzia: Leo Scullion |                    |               |
| Gary Wilson                                                                                                  | 4 – 6              | Mark Williams |
| 8–82, 72–0, 1–133 (111), 73–18 (62), 101–0 (101), 24–85, 0–81 (75), 73–42, 0–140 (115), 15–62                |                    |               |
| 101 | Najwyższy break    | 115           |
| 1 | Breaki stupunktowe | 2             |
| 2 | Breaki 50-punktowe | 3             |

## Breaki stupunktowe
- 147, 107  Allister Carter
- 147  John Higgins
- 135, 112, 106  David Gilbert
- 134  Zhang Anda
- 133  Yuan Sijun
- 129, 125  Elliot Slessor
- 126  Jimmy Robertson
- 124, 109  Zhou Yuelong
- 121  Hossein Vafaei
- 118, 117  Luca Brecel
- 118  Barry Hawkins
- 117  Michael Holt
- 117  Michael White
- 115, 111  Mark Williams
- 115, 101  Kyren Wilson
- 114, 106, 101, 100  Gary Wilson
- 111  Lu Ning
- 110  Anthony McGill
- 108  Wu Yize
- 107  Jordan Brown
- 104  Anthony Hamilton
- 104  Ian Burns